# Capoclytra
Capoclytra es un género de escarabajos de la familia Chrysomelidae. En 1993 Medvedev describió el género. Contiene las siguientes especies:
- Capoclytra braunsi Medvedev, 1993
- Capoclytra endroedyyoungai Medvedev, 1993
- Capoclytra mandibularis Medvedev, 1993